# Silver Spoon
Silver Spoon (jap. 銀の匙 Gin no saji; dosł. „Srebrna łyżka”) – manga autorstwa Hiromu Arakawy, publikowana na łamach magazynu „Shūkan Shōnen Sunday” wydawnictwa Shōgakukan od kwietnia 2011 do listopada 2019.
Na podstawie mangi powstały dwie serie anime, wyprodukowane przez studio A-1 Pictures. Pierwsza z nich była emitowana od lipca do sierpnia 2013 na kanale Fuji TV, emisja drugiej trwała zaś od stycznia do marca 2014. Powstał także film live-action, który swoją premierę miał w marcu 2014.
W Polsce manga została wydana na licencji przez wydawnictwo Waneko.

## Fabuła
Akcja rozgrywa się w fikcyjnym Technikum Rolniczym Oezo (jap. 大蝦夷農業高等学校 Ōezo Nōgyō Kōtō Gakkō) na Hokkaido i przedstawia życie Yugo Hachikena, ucznia z Sapporo, który dołączył do Oezo, by znaleźć się jak najdalej od rodziny, z którą jest w dość napiętych stosunkach. W przeciwieństwie do swoich kolegów, jego celem nie jest kariera rolnicza, chociaż zazdrości im, że mają własne cele, do których dążą. Mimo początkowych trudności Hachiken wkrótce przyzwyczaja się do nowego środowiska i staje się empatyczną i współczującą osobą, starając się zrozumieć świat rolnictwa i jego wpływ na życie nowych przyjaciół.

## Bohaterowie
- Yugo Hachiken (jap. 八軒 勇吾 Hachiken Yūgo)

Seiyū: Ryōhei Kimura 
- Aki Mikage (jap. 御影 アキ Mikage Aki)

Seiyū: Marie Miyake 
- Mayumi Yoshino (jap. 吉野 まゆみ Yoshino Mayumi)

Seiyū: Shiori Izawa 
- Ichiro Komaba (jap. 駒場 一郎 Komaba Ichirō)

Seiyū: Tōru Sakurai 
- Shinnosuke Aikawa (jap. 相川 進之介 Aikawa Shinnosuke)

Seiyū: Nobunaga Shimazaki 
- Tamako Inada (jap. 稲田 多摩子 Inada Tamako)

Seiyū: Ayahi Takagaki 
- Keiji Tokiwa (jap. 常盤 恵次 Tokiwa Keiji)

Seiyū: Masayuki Shouji 
- Hajime Nishikawa (jap. 西川 一 Nishikawa Hajime)

Seiyū: Kengo Takanashi 
- Ayame Minamikujou (jap. 南九条 あやめ Minamikujō Ayame)

Seiyū: Sayuri Yahagi 
- Tarou Beppu (jap. 別府 太郎 Beppu Tarō)

Seiyū: Nobuyuki Kobushi 
- Shingo Hachiken (jap. 八軒 慎吾 Hachiken Shingo)

Seiyū: Katsuyuki Konishi 

## Manga
Pierwszy rozdział mangi ukazał się w 19. numerze „Shūkan Shōnen Sunday” wydawnictwa Shōgakukan dnia 6 kwietnia 2011.
W sierpniu 2014 ogłoszono, że autorka zdecydowała się na zwolnienie tempa prac nad mangą ze względu na problemy zdrowotne członka rodziny autorki. W związku z tym wydawanie mangi było kilkakrotnie zawieszane. Kolejny rozdział ukazał się dopiero 22 kwietnia 2015 w 21. numerze czasopisma. Jednakże już w maju, w 25. numerze czasopisma ogłoszono, że wydawanie kolejnych rozdziałów zostało odłożone na późniejszy termin. Kolejny rozdział ukazał się dopiero 27 stycznia 2016 w 9. numerze czasopisma. Jednakże w lutym mangę ponownie zawieszono. 31 sierpnia 2016 wznowiono mangę, jednak we wrześniu 2016 (w 43. numerze czasopisma) ponownie zawieszono. 5 lipca 2017, w 32. numerze czasopisma, ponownie wznowiono mangę, jednak po wydaniu 3 rozdziałów wydawanie zostało zawieszone w 34. numerze czasopisma. 23 maja 2018, w 26. numerze czasopisma, opublikowano kolejny rozdział, jednak po wydaniu 4 rozdziałów wydawanie zostało zawieszone w 29. numerze w czerwcu 2018.
Kolejny rozdział mangi ukazał się w 49. numerze czasopisma, który został wydany 6 listopada 2019. Oficjalna strona magazynu „Shūkan Shōnen Sunday” ogłosiła 29 października 2019, że tym samym fabuła mangi weszła w swój finałowy etap. Finałowy rozdział mangi ukazał się 27 listopada 2019. Całość została zebrana w 15 tankōbonach, wydawanych od 15 lipca 2011 do 18 lutego 2020.
W Polsce seria ukazała się nakładem wydawnictwa Waneko.
| Nr | Język japoński       | Język japoński         | Język polski         | Język polski           |
| Nr | Data wydania         | ISBN                   | Data wydania         | ISBN                   |
| --- | -------------------- | ---------------------- | -------------------- | ---------------------- |
| 1 | 15 lipca 2011        | ISBN 978-4-09-123180-2 | 13 grudnia 2013      | ISBN 978-83-62866-47-2 |
| Lista rozdziałów - 001. Wiosna 1 (jap. 春の巻① Haru no maki 1) - 002. Wiosna 2 (jap. 春の巻② Haru no maki 2) - 003. Wiosna 3 (jap. 春の巻③ Haru no maki 3) - 004. Wiosna 4 (jap. 春の巻④ Haru no maki 4) - 005. Wiosna 5 (jap. 春の巻⑤ Haru no maki 5) - 006. Wiosna 6 (jap. 春の巻⑥ Haru no maki 6) - 007. Wiosna 7 (jap. 春の巻⑦ Haru no maki 7) - 008. Wiosna 8 (jap. 春の巻⑧ Haru no maki 8) |                      |                        |                      |                        |
| 2 | 14 grudnia 2011      | ISBN 978-4-09-123427-8 | 11 lutego 2014       | ISBN 978-83-62866-49-6 |
| Lista rozdziałów - 009. Wiosna 9 (jap. 春の巻⑨ Haru no maki 9) - 010. Wiosna 10 (jap. 春の巻⑩ Haru no maki 10) - 011. Lato 1 (jap. 夏の巻① Natsu no maki 1) - 012. Lato 2 (jap. 夏の巻② Natsu no maki 2) - 013. Lato 3 (jap. 夏の巻③ Natsu no maki 3) - 014. Lato 4 (jap. 夏の巻④ Natsu no maki 4) - 015. Lato 5 (jap. 夏の巻⑤ Natsu no maki 5) - 016. Lato 6 (jap. 夏の巻⑥ Natsu no maki 6) - 017. Lato 7 (jap. 夏の巻⑦ Natsu no maki 7) |                      |                        |                      |                        |
| 3 | 18 kwietnia 2012     | ISBN 978-4-09-123653-1 | 10 kwietnia 2014     | ISBN 978-83-62866-50-2 |
| Lista rozdziałów - 018. Lato 8 (jap. 夏の巻⑧ Natsu no maki 8) - 019. Lato 9 (jap. 夏の巻⑨ Natsu no maki 9) - 020. Lato 10 (jap. 夏の巻⑩ Natsu no maki 10) - 021. Lato 11 (jap. 夏の巻⑪ Natsu no maki 11) - 022. Lato 12 (jap. 夏の巻⑫ Natsu no maki 12) - 023. Lato 13 (jap. 夏の巻⑬ Natsu no maki 13) - 024. Lato 14 (jap. 夏の巻⑭ Natsu no maki 14) - 025. Lato 15 (jap. 夏の巻⑮ Natsu no maki 15) - 026. Lato 16 (jap. 夏の巻⑯ Natsu no maki 16) |                      |                        |                      |                        |
| 4 | 18 lipca 2012        | ISBN 978-4-09-123772-9 | 10 czerwca 2014      | ISBN 978-83-62866-51-9 |
| Lista rozdziałów - 027. Lato 17 (jap. 夏の巻⑰ Natsu no maki 17) - 028. Lato 18 (jap. 夏の巻⑱ Natsu no maki 18) - 029. Lato 19 (jap. 夏の巻⑲ Natsu no maki 19) - 030. Letnie wspomnienia, cz. I (jap. 夏の思い出 (前編) Natsu no omoide (zenpen)) - 031. Letnie wspomnienia, cz. II (jap. 夏の思い出 (後編) Natsu no omoide (kōhen)) - 032. Jesień 1 (jap. 秋の巻① Aki no maki 1) - 033. Jesień 2 (jap. 秋の巻② Aki no maki 2) - 034. Jesień 3 (jap. 秋の巻③ Aki no maki 3) - 035. Jesień 4 (jap. 秋の巻④ Aki no maki 4)                                                                                   |                      |                        |                      |                        |
| 5 | 18 października 2012 | ISBN 978-4-09-123886-3 | 11 sierpnia 2014     | ISBN 978-83-62866-48-9 |
| Lista rozdziałów - 036. Jesień 5 (jap. 秋の巻⑤ Aki no maki 5) - 037. Jesień 6 (jap. 秋の巻⑥ Aki no maki 6) - 038. Jesień 7 (jap. 秋の巻⑦ Aki no maki 7) - 039. Jesień 8 (jap. 秋の巻⑧ Aki no maki 8) - 040. Jesień 9 (jap. 秋の巻⑨ Aki no maki 9) - 041. Jesień 10 (jap. 秋の巻⑩ Aki no maki 10) - 042. Jesień 11 (jap. 秋の巻⑪ Aki no maki 11) - 043. Jesień 12 (jap. 秋の巻⑫ Aki no maki 12) - 044. Jesień 13 (jap. 秋の巻⑬ Aki no maki 13) |                      |                        |                      |                        |
| 6 | 18 stycznia 2013     | ISBN 978-4-09-124169-6 | 10 października 2014 | ISBN 978-83-62866-52-6 |
| Lista rozdziałów - 045. Jesień 14 (jap. 秋の巻⑭ Aki no maki 14) - 046. Jesień 15 (jap. 秋の巻⑮ Aki no maki 15) - 047. Jesień 16 (jap. 秋の巻⑯ Aki no maki 16) - 048. Jesień 17 (jap. 秋の巻⑰ Aki no maki 17) - 049. Jesień 18 (jap. 秋の巻⑱ Aki no maki 18) - 050. Jesień 19 (jap. 秋の巻⑲ Aki no maki 19) - 051. Jesień 20 (jap. 秋の巻⑳ Aki no maki 20) - 052. Jesień 21 (jap. 秋の巻㉑ Aki no maki 21) - 053. Jesień 22 (jap. 秋の巻㉒ Aki no maki 22) |                      |                        |                      |                        |
| 7 | 18 kwietnia 2013     | ISBN 978-4-09-124285-3 | 12 grudnia 2014      | ISBN 978-83-62866-54-0 |
| Lista rozdziałów - 054. Jesień 23 (jap. 秋の巻㉓ Aki no maki 23) - 055. Jesień 24 (jap. 秋の巻㉔ Aki no maki 24) - 056. Jesień 25 (jap. 秋の巻㉕ Aki no maki 25) - 057. Jesień 26 (jap. 秋の巻㉖ Aki no maki 26) - 058. Jesień 27 (jap. 秋の巻㉗ Aki no maki 27) - 059. Jesień 28 (jap. 秋の巻㉘ Aki no maki 28) - 060. Jesień 29 (jap. 秋の巻㉙ Aki no maki 29) - 061. Jesień 30 (jap. 秋の巻㉚ Aki no maki 30) |                      |                        |                      |                        |
| 8 | 11 lipca 2013        | ISBN 978-4-09-124346-1 | 10 lutego 2015       | ISBN 978-83-62866-55-7 |
| Lista rozdziałów - 062. Jesień 31 (jap. 秋の巻㉛ Aki no maki 31) - 063. Jesień 32 (jap. 秋の巻㉜ Aki no maki 32) - 064. Zima 1 (jap. 冬の巻① Fuyu no maki 1) - 065. Zima 2 (jap. 冬の巻② Fuyu no maki 2) - 066. Zima 3 (jap. 冬の巻③ Fuyu no maki 3) - 067. Zima 4 (jap. 冬の巻④ Fuyu no maki 4) - 068. Zima 5 (jap. 冬の巻⑤ Fuyu no maki 5) - 069. Zima 6 (jap. 冬の巻⑥ Fuyu no maki 6) - 070. Zima 7 (jap. 冬の巻⑦ Fuyu no maki 7) |                      |                        |                      |                        |
| 9 | 18 października 2013 | ISBN 978-4-09-124474-1 | 10 kwietnia 2015     | ISBN 978-83-62866-56-4 |
| Lista rozdziałów - 071. Zima 8 (jap. 冬の巻⑧ Fuyu no maki 8) - 072. Zima 9 (jap. 冬の巻⑨ Fuyu no maki 9) - 073. Zima 10 (jap. 冬の巻⑩ Fuyu no maki 10) - 074. Zima 11 (jap. 冬の巻⑪ Fuyu no maki 11) - 075. Zima 12 (jap. 冬の巻⑫ Fuyu no maki 12) - 076. Zima 13 (jap. 冬の巻⑬ Fuyu no maki 13) - 077. Zima 14 (jap. 冬の巻⑭ Fuyu no maki 14) - 078. Zima 15 (jap. 冬の巻⑮ Fuyu no maki 15) - 079. Zima 16 (jap. 冬の巻⑯ Fuyu no maki 16) |                      |                        |                      |                        |
| 10 | 8 stycznia 2014      | ISBN 978-4-09-159177-7 | 10 czerwca 2015      | ISBN 978-83-62866-57-1 |
| Lista rozdziałów - 080. Zima 17 (jap. 冬の巻⑰ Fuyu no maki 17) - 081. Zima 18 (jap. 冬の巻⑱ Fuyu no maki 18) - 082. Zima 19 (jap. 冬の巻⑲ Fuyu no maki 19) - 083. Zima 20 (jap. 冬の巻⑳ Fuyu no maki 21) - 084. Zima 21 (jap. 冬の巻㉑ Fuyu no maki 21) - 085. Zima 22 (jap. 冬の巻㉒ Fuyu no maki 22) - 086. Zima 23 (jap. 冬の巻㉓ Fuyu no maki 23) - 087. Zima 24 (jap. 冬の巻㉔ Fuyu no maki 24) - 088. Zima 25 (jap. 冬の巻㉕ Fuyu no maki 25) |                      |                        |                      |                        |
| 11 | 5 marca 2014         | ISBN 978-4-09-124574-8 | 11 sierpnia 2015     | ISBN 978-83-64891-85-4 |
| Lista rozdziałów - 089. Zima 26 (jap. 冬の巻㉖ Fuyu no maki 26) - 090. Zima 27 (jap. 冬の巻㉗ Fuyu no maki 27) - 091. Zima 28 (jap. 冬の巻㉘ Fuyu no maki 28) - 092. Zima 29 (jap. 冬の巻㉙ Fuyu no maki 29) - 093. Zima 30 (jap. 冬の巻㉚ Fuyu no maki 30) - 094. Zima 31 (jap. 冬の巻㉛ Fuyu no maki 31) - 095. Zima 32 (jap. 冬の巻㉜ Fuyu no maki 32) - 096. Zima 33 (jap. 冬の巻㉝ Fuyu no maki 33) |                      |                        |                      |                        |
| 12 | 18 sierpnia 2014     | ISBN 978-4-09-125088-9 | 9 października 2015  | ISBN 978-8364891-86-1  |
| Lista rozdziałów - 097. Zima 34 (jap. 冬の巻㉞ Fuyu no maki 34) - 098. Cztery pory roku 1 (jap. 四季の巻① Shiki no maki 1) - 099. Cztery pory roku 2 (jap. 四季の巻② Shiki no maki 2) - 100. Cztery pory roku 3 (jap. 四季の巻③ Shiki no maki 3) - 101. Cztery pory roku 4 (jap. 四季の巻④ Shiki no maki 4) - 102. Cztery pory roku 5 (jap. 四季の巻⑤ Shiki no maki 5) - 103. Cztery pory roku 6 (jap. 四季の巻⑥ Shiki no maki 6) - 104. Cztery pory roku 7 (jap. 四季の巻⑦ Shiki no maki 7) - 105. Cztery pory roku 8 (jap. 四季の巻⑧ Shiki no maki 8)                                                   |                      |                        |                      |                        |
| 13 | 18 czerwca 2015      | ISBN 978-4-09-126059-8 | 10 grudnia 2015      | ISBN 978-83-64891-87-8 |
| Lista rozdziałów - 106. Cztery pory roku 1 (jap. 四季の巻⑨ Shiki no maki 9) - 107. Cztery pory roku 10 (jap. 四季の巻⑩ Shiki no maki 10) - 108. Cztery pory roku 11 (jap. 四季の巻⑪ Shiki no maki 11) - 109. Cztery pory roku 12 (jap. 四季の巻⑫ Shiki no maki 12) - 110. Cztery pory roku 13 (jap. 四季の巻⑬ Shiki no maki 13) - 111. Cztery pory roku 14 (jap. 四季の巻⑭ Shiki no maki 14) - 112. Cztery pory roku 15 (jap. 四季の巻⑮ Shiki no maki 15) - 113. Cztery pory roku 16 (jap. 四季の巻⑯ Shiki no maki 16)                                                                                    |                      |                        |                      |                        |
| 14 | 18 sierpnia 2017     | ISBN 978-4-09-127720-6 | 2 lutego 2018        | ISBN 978-83-8096-326-9 |
| Lista rozdziałów - 114. Cztery pory roku 17 (jap. 四季の巻⑰ Shiki no maki 17) - 115. Cztery pory roku 18 (jap. 四季の巻⑱ Shiki no maki 18) - 116. Cztery pory roku 19 (jap. 四季の巻⑲ Shiki no maki 19) - 117. Cztery pory roku 20 (jap. 四季の巻⑳ Shiki no maki 20) - 118. Cztery pory roku 21 (jap. 四季の巻㉑ Shiki no maki 21) - 119. Cztery pory roku 22 (jap. 四季の巻㉒ Shiki no maki 22) - 120. Cztery pory roku 23 (jap. 四季の巻㉓ Shiki no maki 23) - 121. Cztery pory roku 24 (jap. 四季の巻㉔ Shiki no maki 24) - 122. Cztery pory roku 25 (jap. 四季の巻㉕ Shiki no maki 25)                |                      |                        |                      |                        |
| 15 | 18 lutego 2020       | ISBN 978-4-09-943064-1 | 26 czerwca 2020      | ISBN 978-83-8096-851-6 |
| Lista rozdziałów - 123. Cztery pory roku 26 (jap. 四季の巻㉖ Shiki no maki 26) - 124. Cztery pory roku 27 (jap. 四季の巻㉗ Shiki no maki 27) - 125. Cztery pory roku 28 (jap. 四季の巻㉘ Shiki no maki 28) - 126. Cztery pory roku 29 (jap. 四季の巻㉙ Shiki no maki 29) - 127. Cztery pory roku 30 (jap. 四季の巻㉚ Shiki no maki 30) - 128. Cztery pory roku 31 (jap. 四季の巻㉛ Shiki no maki 31) - 129. Cztery pory roku 32 (jap. 四季の巻㉜ Shiki no maki 32) - 130. Cztery pory roku 33 (jap. 四季の巻㉝ Shiki no maki 33) - 131. Historia Yugo Hachikena (jap. 八軒勇吾の巻 Hachiken Yūgo no maki) |                      |                        |                      |                        |

## Anime
Na podstawie mangi powstał 11-odcinkowy telewizyjny serial anime, który emitowano od 12 lipca do 20 września 2013 na antenie Fuji TV w bloku Noitamina. Za produkcję odpowiadało studio A-1 Pictures, a za reżyserię Tomohiko Itō. Autorem scenariusza jest Taku Kishimoto, rolę projektanta postaci i głównego reżysera animacji pełnił Jun Nakai, natomiast muzykę skomponował Shusei Murai.
Za reżyserię drugiego sezonu odpowiadała Kotomi Deai. Emisja rozpoczęła się 10 stycznia i zakończyła 28 marca 2014, licząc 11 odcinków.

### Ścieżka dźwiękowa
| Seria          | Tytuł              | Wykonawcy     | Źródło   |
| Czołówka       | Czołówka           | Czołówka      | Czołówka |
| -------------- | ------------------ | ------------- | -------- |
| 1              | „Kiss you”         | Miwa          | [ 49 ]   |
| 2              | „Life”             | Fujifabric    | [ 50 ]   |
| Napisy końcowe |                    |               |          |
| 1              | „Hello Especially” | Sukima Switch | [ 49 ]   |
| 2              | „Oto no naru hō e” | Goose House   | [ 50 ]   |

## Film live action
7 sierpnia 2013 zapowiedziano powstanie filmu live action w oparciu o mangę. Film został wyreżyserowany przez Keisuke Yoshidę, za produkcję odpowiadały firmy TBS i Wilco, a za dystrybucję Tōhō. Kento Nakajima zagrał postać Yugo Hachikena, Alice Hirose wcieliła się w Aki Mikage, a Tomohiro Ichikawa w Ichiro Komabę. Premiera w japońskich kinach odbyła się 7 marca 2014. Motywem przewodnim jest utwór „Hidamari” w wykonaniu Yuzu.

## Nagrody i nominacje
Manga została uhonorowana w 2012 roku nagrodą Manga Taishō.
W 2013 roku manga otrzymała nagrodę Shōgakukan Manga w kategorii shōnen.
W 2015 roku manga była nominowana do nagrody kulturalnej im. Osamu Tezuki.